# Pijanów (gmina)
Pijanów (alt. Pianów; od 1973 Słupia) – dawna gmina wiejska istniejąca do 1954 roku w woj. kieleckim, łódzkim i ponownie kieleckim. Nazwa gminy pochodzi od wsi Pijanów, lecz siedzibą władz gminy była Słupia.
W okresie międzywojennym gmina Pijanów należała do powiatu koneckiego w woj. kieleckim. 1 kwietnia 1939 roku gminę wraz z główną częścią powiatu koneckiego przeniesiono do woj. łódzkiego. Po wojnie gmina przez krótki czas zachowała przynależność administracyjną, lecz już 6 lipca 1950 roku została wraz z całym powiatem przyłączona z powrotem do woj. kieleckiego.
Według stanu z dnia 1 lipca 1952 roku gmina składała się z 21 gromad: Biały Ług, Budzisław, Czerwona Wola A., Czerwona Wola B., Hucisko, Jakimowice, Jakimowice kol., Mnin, Olszówka, Piaski, Pijanów, Pilczyca, Radwanów, Radwanów kol., Ruda Pilczycka, Rudniki, Rytlów, Skąpe, Słupia, Wólka i Zaostrów.
Jednostka została zniesiona 29 września 1954 roku wraz z reformą wprowadzającą gromady w miejsce gmin. Po reaktywowaniu gmin z dniem 1 stycznia 1973 roku gminy Pijanów nie przywrócono, utworzono natomiast jej terytorialny odpowiednik, gminę Słupia w tymże powiecie i województwie.